# 中島町中島
中島町中島（なかじままちなかじま）は、石川県七尾市の大字。近世の能登国鹿島郡中島村。本項ではかつて同区域に存在した鹿島郡中島村（なかじまむら）についても記す。

## 地理
- 海洋 ： 七尾湾
- 河川 ： 熊木川

## 歴史

### 沿革
- 江戸時代 - 藩政期は加賀藩領。
- 1889年（明治22年）4月1日 - 町村制の施行により、鹿島郡中島村を廃し、鹿島郡中島村を設置する。
- 1954年（昭和29年）3月31日 - 鹿島郡中島村、西岸村、熊木村、豊川村、笠師保村及び釶打村を廃し、その区域をもって鹿島郡中島町を設置する。旧鹿島郡中島村の区域に字中島を設定する。
- 2004年（平成16年）10月1日 - 七尾市、鹿島郡田鶴浜町、中島町及び能登島町を廃し、その区域をもって七尾市を設置する。字中島の名称は中島町中島に変更する。

## 世帯数と人口
2015年（平成27年）10月1日現在の世帯数と人口は以下の通りである。
| 大字       | 世帯数  | 人口  |
| ---------- | ------- | ----- |
| 中島町中島 | 341世帯 | 945人 |

## 小・中学校の学区
市立小・中学校に通う場合、学区は以下の通りとなる。
| 番・番地等 | 小学校             | 中学校             |
| ---------- | ------------------ | ------------------ |
| 全域       | 七尾市立中島小学校 | 七尾市立中島中学校 |

## 交通

### 鉄道路線
のと鉄道七尾線が通過しているが、駅は所在しない。能登中島駅は隣接する中島町浜田に所在。